# نادي خيتافي
نادي خيتافي لكرة القدم (بالإسبانية: Getafe Club de Fútbol)‏ هو فريق كرة قدم إسباني أُسس 8 يوليو 1983، مقره في خيتافي. يلعب الفريق في الدوري الإسباني

## تأسيس النادي
تأسس نادي خيتافي في 8 يوليو 1983 وأول مسمى للنادي كان ديبورتيفو خيتافي ولكن تم تحديث أسم النادي إلى الاسم الحالي في ثمانينات القرن الماضي، قرر أربعة أشخاص من سكان مدينة مدريد إنشاء نادي خاص بهم وهم: ميرندا أولفيرا، أنتونيو لوزانو، مانويل سيرانو، وميغيل كابارو وكانت أول مباراة رسمية لخيتافي في دوري الدرجة الثالثة الإسباني في ملعب النادي القديم لاس مارغريتا.

## تاريخ
آخر صعود لنادي خيتافي كان في الموسم 2003–04 فاستطاع الصعود إلى دوري الدرجة الأولى. بدأ بمستوى ضعيف نسبياً ولكنه تحسن بشكل ملحوظ عاماً بعد عام حيث في نهاية الموسم 2004–05 كان ترتيب الفريق 13. أفضل انجاز حققه خيتافي بالدوري الإسباني كان في عام 2009–10 وحقق المركز السادس، ليعود خيتافي في موسم 2015–16 للهبوط إلى الدوري الإسباني الدرجة الثانية.

## سجل بطولات الفريق
- شارك 12 مرة في الدوري الإسباني الدرجة الأولى.
- شارك 6 مرات في الدوري الإسباني الدرجة الثانية.
- أفضل مركز في الدوري السادس سنة 2009–10.
- نهائي كاس ملك إسبانيا موسم 2006–07 وخسر مع اشبيلية 1-0.
- نهائي كاس ملك إسبانيا موسم 2007–08 وخسر مع فالنسيا 3-1.
- شارك لأول مره في تاريخه في الدوري الأوروبي 2007–08 ووصل إلى الدور ربع النهائي وخرج من بايرن ميونخ الألماني في مباراة مثيرة.

## تشكيلة الفريق
آخر تحديث في 16 أبريل 2020
ملاحظة: تشير الأعلام إلى المنتخب الوطني على النحو المحدد في قواعد الأهلية للفيفا. قد يحمل اللاعبون أكثر من جنسية واحدة غير تابعة للفيفا.
| الرقم | البلد      | المركز | اللاعب                          |
| ----- | ---------- | ------ | ------------------------------- |
| 1     | المجر      | حارس   | بالازس ميجري                    |
| 3     | إسبانيا    | مدافع  | فيتورينو انتونس                 |
| 4     | إسبانيا    | مدافع  | برونو غونزاليس كابريرا          |
| 22    | الأوروغواي | مدافع  | داميان سواريز                   |
| 21    | المغرب     | وسط    | فيصل فجر                        |
| 7     | إسبانيا    | وسط    | ألفارو خيمينيز                  |
| 8     | إسبانيا    | وسط    | فرانسيسكو بورتيلو               |
| 9     | إسبانيا    | مهاجم  | انجل لويس رودريجز               |
| 22    | إسبانيا    | وسط    | خوان أنطونيو رودريغيز فيلامويلا |
| 11    | صربيا      | وسط    | نيمانيا ماكسيموفيتش             |
| 13    | إسبانيا    | حارس   | دافيد سوريا                     |

| الرقم | البلد      | المركز | اللاعب         |
| ----- | ---------- | ------ | -------------- |
| 7     | إسبانيا    | مهاجم  | خايمي ماتا     |
| 2     | توغو       | مدافع  | دجيني داكونام  |
| 5     | نيجيريا    | وسط    | بيتر إتيبو     |
| 18    | الأوروغواي | وسط    | ماورو أرامباري |
| 11    | إسبانيا    | وسط    | اماث ندياي     |
| 10    | إسبانيا    | مهاجم  | إنريك غاييغو   |